# Rainatou Sow
Rainatou Sow (Fria, 1983) es una activista y abogada guineana que trabaja por los derechos de la mujer en África. En 2010 fundó la organización Make Every Woman Count y en 2013 y 2014 fue reconocida como una de las 100 mujeres más inspiradoras del año.

## Trayectoria
Sow nació en el pueblo minero de Fria, en Guinea, África. A los 12 años, comenzó a dar clases nocturnas a niñas que no podían ir a la escuela y luego se involucró en el sistema político, convirtiéndose en miembro del parlamento infantil de Guinea, como ministra de Asuntos de la Infancia y la Mujer, incluidas apariciones en la radio guineana y televisión. Sow obtuvo una maestría en Derecho Internacional de la Universidad Kofi Annan, Guinea, y una maestría en Relaciones Internacionales de la Universidad Metropolitana de Londres.
Sow tuvo varios cargos en Guinea, en instituciones como la Organización Internacional para las Migraciones (OIM), la Organización Mundial de la Salud y UNICEF. En 2010 fundó Make Every Woman Count, para proporcionar noticias y recursos a las mujeres africanas, tanto en África como en la diáspora. Con el objetivo de promover el tema de la Década de la Mujer Africana, este centro de recursos en línea comenzó a recopilar noticias de todo el continente y proporcionar artículos que destacasen el trabajo de las organizaciones de base y entrevistas a mujeres de éxito. Sow participó en el programa African Voices de la CNN.

## Reconocimientos
En 2012, Rainatou recibió el premio 'Mujer inspiradora del año' por Women4Africa. Ese mismo año, fue nombrada «Una de las 20 mujeres poderosas más jóvenes de África»  por la revista Forbes. Fue reconocida en 2013 por THE BUZZ en Igualdad para Todos como una de las 'Ocho activistas extranjeras por la igualdad de mujeres que hay que conocer'. En 2013 y 2014, fue reconocida como una de las 100 mujeres más inspiradoras del año por la BBC. En 2014, la revista Forbes la nombró una de las «20 jóvenes constructoras del África del mañana».